# Чинь Тхи Нго
Чинь Тхи Нго (вьет. Trịnh Thị Ngọ; 1931, Ханой, Протекторат Тонкин — 30 сентября 2016, Хошимин), известная также как Ханой Ханна (англ. Hanoi Hannah, букв. Ханна из Ханоя) — вьетнамский диктор, вещавшая на американские войска в Северном Вьетнаме в ходе Вьетнамской войны.

## Довоенная биография
Родилась в Ханое в семье богатого промышленника Чинь Динь Киня (вьет. Trịnh Đính Kính); по её собственным словам, на изучение английского её вдохновил просмотр фильма «Унесённые ветром» без субтитров. Брала частные уроки, в 25-летнем возрасте устроилась на Государственное радио Вьетнама диктором новостей для англоязычного населения стран Азии.

## Вьетнамская война
Во время войны работала на радио «Ханой», организованном северовьетнамской армией для американских войск, выходила в эфир трижды в день, зачитывая списки убитых и пленённых солдат и делая заявления о несправедливости и бесчестности военных действий; радиостанция также проигрывала популярные антивоенные песни, пытаясь пробудить в американцах тоску по родине. Использовала псевдоним Тху Хыонг (вьет. Thu Hương, букв. аромат осени). Нго пользовалась у радиослушателей дурной славой: несмотря на откровенно пропагандистский характер её программ, некоторые передававшиеся ей сведения о расположении отрядов и недавних потерях были точны — диктор получала их из армейской газеты «Stars and Stripes». 18 июня 1967 она заявила следующее: 
Как ты, солдат Джо? Кажется, большинство из вас мало знают о том, как идёт война, не говоря уж о корректном обосновании причин вашего пребывания здесь. Нет ничего более сбивающего с толку, чем смерть или увечье на всю жизнь без малейшего понятия о том, что происходит.
После войны проживала в Хошимине.